# Augustibuller 2004
Augustibuller 2004 var den nionde upplagan av musikfestivalen Augustibuller, 6–7 augusti 2004. Biljettpriset var 300 kronor och besökarantalet 6 000 (utsålt).

## Bandlista
| - 21st Impact - Alex Face - Alien She - Asta Kask - Born From Pain - Brave - Bring Me the Fucking Riot... Man - Burst - C. A. Armé - Cult of Luna - David Sandström - Deportees - Desmond Dekker - Disfear - Division of Laura Lee - Dog Almigthy - Dwine - Eliminator Jr | - Endstand - Eskalator - Girl with a Monkey - Gymnastiken - Her Majesty - Jettie - Kaos, kris och helvete - Krymplings - Leif Karate - Marble - Mattias Alkberg BD - Moneybrother - Moonbabies - Niccokick - Nine - Painfield - Path of No Return | - Phony Phokes - Praetorian Platoon - Pridebowl - Satanic Surfers - Seven Feet Four - Silver - Skitsystem - Stained Red - Starfuck - Stiff Breeze - The Business - The Bustups - The Change - The Idle Hands - The Universe - Tony Clifton - Voice of a Generation |